# Renzo Blumenthal
Renzo Blumenthal (* 26. Dezember 1976 in Vella) war der Mister Schweiz des Jahres 2005. Es folgten zahlreiche Werbeaufträge als Model. Im Hauptberuf ist Blumenthal Landwirt.

## Leben
Blumenthal ist der zweitälteste von vier Söhnen von Ursin und Carmen Blumenthal. Er lebt im Bergdorf Vella in der Surselva im schweizerischen Kanton Graubünden. Die Hauptsprache der Familie ist das Rätoromanische.
Ursprünglich wollte Blumenthal Fussballprofi werden. 1996 spielte er in der Juniorenauswahl der Grasshoppers Zürich, danach war er ein halbes Jahr als Profi beim FC St. Gallen unter Vertrag, bis ihn eine Verletzung an der Fortführung der Karriere hinderte.  Bis zum Sommer 2005 spielte er Fussball  für Chur 97 und seither beim CB Lumnezia, dem Club seiner Heimatregion. 2006 spielte Blumenthal im Rahmen der Doku-Soap Der Match des Schweizer Fernsehens in einer Prominenten-Auswahl.
Nachdem sich der Traum von einer Fussballerkarriere nicht erfüllen liess, wurde Blumenthal Landwirt. Er arbeitet auf dem elterlichen Landwirtschaftsbetrieb in seinem Wohnort Vella. 2023 entschied er sich die Produktion von Bio Suisse auf IP-Suisse umzustellen, da ihm die Anforderungen an das Bio-Label zu hoch wurden.
2007 heiratete er die Primarlehrerin Ladina, das Paar hat einen Sohn und drei Töchter. Im Januar 2024 wurde die Trennung bekannt.

## Mister Schweiz
2005 wurde Blumenthal zum Mister Schweiz gewählt. Blumenthal erhielt daraufhin zahlreiche Werbeaufträge als Model. Er modelte für mehrere Unternehmen und Produkte, unter anderem für Schuhe, Koffer und Lederwaren, Matratzen und Unterhosen. 2006 wirkte er in einem Werbefilm für die Schweizer Tourismusindustrie mit nacktem Oberkörper als „knackiger Naturbursche“ mit. Die Kampagne wurde teilweise als Aufforderung zum Sextourismus kritisiert.
Auch als Mister Schweiz liess sich Blumenthal gerne für die Interessen der Landwirtschaft einspannen. Er führte später sein eigenes Bio-Label «Renzo Blumenthal», über das er Wurst, Käse und weitere landwirtschaftliche Produkte aus eigener Herstellung vertrieb. Ausserdem entwarf er eine eigene Schmuckkollektion.
Renzo Blumenthal war 2006 Botschafter der Kampagne Bauern helfen Bauern des Hilfswerks der Evangelischen Kirchen Schweiz.
Er moderiert abwechselnd mit der ehemaligen Miss Schweiz Tanja Gutmann bei Internetradio buureradio.ch (Bauernradio) die Sendung Wunschkonzert. Blumenthal gilt als erster erfolgreicher Mister Schweiz und versuchte sich mittlerweile auch als Sänger. In seinem Amtsjahr hat er rund 420'000 Franken verdient.